# Řasnice (přítok Smědé)
Řasnice je vodní tok o délce 16,3 kilometru tekoucí na severu České republiky ve Frýdlantském výběžku Libereckého kraje. Povodí potoka má rozlohu 33,213 km², avšak dle jiných zdrojů 32,3 km². Vodoteč je považována za vodohospodářsky významný tok a po celé své délce je označována za pstruhovou vodu.

## Průběh toku
Pramení na severovýchodním úbočí vrchu Humrich (513 m n. m.). Odtud teče severovýchodním směrem až k česko–polské státní hranici, kde se stáčí k jihozápadu a protéká obcí Horní Řasnice. V ní sleduje ze severozápadní strany místní silniční komunikaci. Na konci Horní Řasnice podchází pod silnicí III/2915 a následně i III/2917 a na východní straně vstupuje do Dolní Řasnice. Tou prochází po její jižní straně, pod mostkem podchází pod silnicí III/2916 a u objektu čp. 96 i silnici III/2915. Jižně od kovárny Andrease Stelziga podchází pod silnicí číslo III/2911 a směřuje stále západním směrem až do Krásného Lesa, kde podchází pod mosty postupně na silnicích III/2913 a III/2912, až na jejím západním konci vstupuje do místní bažantnice. Za ní se stáčí k jihozápadu a směřuje ku Frýdlantu. Na jeho severním okraji podchází silnici I/13, míjí místní nemocnici a stáčí se jižním směrem, prochází průmyslovým areálem severovýchodně od zdejšího Havlíčkova náměstí a u dalšího průmyslového areálu ve frýdlantské Tovární ulici se pravostranně vlévá do řeky Smědé.
Při ústí činí jeho průměrný průtok 0,30 kubických metrů za sekundu.
Ve Frýdlantě se na toku nachází hydrologická stanice, v níž je od roku 1963 umístěn vodočet a o pět let později (1968) sem byl instalován limnigraf.
Na řece jsou umístěny na čtyřech místech automatická hladinoměrná čidla s dálkovým přenosem dat. V Dolní Řasnici je na mostě u Rajchrtů, v Horní Řasnici je na mostě a v obci Krásný Les je na mostě nad základní školou. Z těchto stanic směřují data jednotlivým povodňovým orgánům obcím a zdejší obci s rozšířenou působností, jímž je město Frýdlant. Čtvrtá stanice je v říčním kilometru 1,90 na mostě ve Fügnerové ulici a je provozován Českým hydrometeorologickým ústavem Ústí nad Labem. Podle evidenčního listu činí v daném místě roční průtok 0,36 m³/s a průměrný roční stav 20 centimetrů. Nejvyšší vodní hladiny byly zaznamenány 21. července 2011 s vodním stavem 161 centimetrů a 7. srpna 2010 s vodním stavem 255 centimetrů.